# Sibut
Sibut è una subprefettura della Prefettura di Kémo, nella Repubblica Centrafricana.